# 와이어월드

2개의 와이어월드 다이오드

와이어월드(Wireworld)는 1987년에 브라이언 실버먼(Brian Silverman)이 처음 제안한 세포 자동자이다. 그의 팬톰 피시 탱크(Phantom Fish Tank) 프로그램의 일부이기도 하다. 사이언티픽 아메리칸 컬럼에 컴퓨터 레크리에이션(Computer Recreations)이라는 글을 통해 더 널리 알려지게 되었다.

## 규칙
와이어월드 세포는 네 가지 상태 가운데 하나에 속할 수 있다:
1. 비어 있음
2. 전자 머리 부분
3. 전자 꼬리 부분
4. 전도체

다음 세대가 되면 아래의 규칙에 따라 세포의 상태가 변한다.
- 비어 있음 → 비어 있음
- 전자 머리 부분 → 전자 꼬리 부분
- 전자 꼬리 부분 → 전도체
- 전도체 → 주위 8개의 세포 중 1개 또는 2개가 전자 머리 부분일 경우 전자 머리 부분, 아니면 전도체

## 같이 보기
- 세포 자동자
  - 폰 노이만 세포 자동차 (Von Neumann cellular automaton)